# Manuel Rojas Torres
Manuel Rojas Torres (1945 - 2000) fue alcalde de Badajoz por el PSOE entre 1983 y 1991.
Tras las elecciones municipales celebradas el 8 de mayo de 1983, resulta ganadora la candidatura presentada por el Partido Socialista Obrero Español. Es ingeniero técnico industrial. Miembro fundador del PSOE y de UGT en la provincia, candidato al Congreso en 1977, tomaría posesión de su cargo en la alcaldía el 23 de mayo siguiente. En 20 de diciembre de 1991 presentaría su dimisión firme e irrevocable por motivos personales.
Tras su dimisión, tomada en consideración en el Pleno Municipal extraordinario de 27 de diciembre de 1991, fue sustituido por su compañero de corporación Gabriel Montesinos Gómez, que tomaría posesión el 30 de diciembre siguiente.

## Carnaval de Badajoz
Siendo alcalde D. Manuel Rojas Torres, durante años miembro de la murga El guatinay, se impulsó la fiesta configurándose la estructura que hoy en día tiene, estableciéndose el Martes de Carnaval como fiesta local, difundiendo la imagen de la fiesta en el exterior e incluso creando una televisión local que únicamente emitía durante Carnavales para acercar la fiesta a toda la ciudadanía.

## Reconocimiento
- Avenida Manuel Rojas Torres situada en San Roque.
- Puente de Manuel Rojas Torres, que cruza el río Rivillas.
- Palacio de Congresos de Badajoz "Manuel Rojas".